# فیونا هوگن
فیونا هوگن (انگلیسی: Fiona Hogan) یک هنرپیشه اهل ایالات متحده آمریکا است.

## فیلم‌شناسی
- من، ربات (۲۰۰۴)
- پری دندان
- فرشته تاریکی